# ناحیه رازموند، شهرستان کریستین، ایلینوی
ناحیه رازموند، شهرستان کریستین، ایلینوی (به انگلیسی: Rosamond Township) یک منطقهٔ مسکونی در ایالات متحده آمریکا است که در شهرستان کریستین، ایلینوی واقع شده‌است. ناحیه رازموند ۴۲۱ نفر جمعیت دارد و ۲۱۰ متر بالاتر از سطح دریا واقع شده‌است.